# Владислав Побог-Малиновський
Владислав Побог-Маліновський (23 листопада 1899 — 21 листопада 1962, Женева) — польський військовик, історик, дипломат і журналіст. Відомий як історик і автор численних книг з новітньої історії Польщі. Походив зі шляхетного роду Малиновських гербу Побог.

## Життєпис
Владислав Побог-Маліновський народився 23 листопада 1899 року в Архангельську, Російська імперія в родині Малиновських шляхетського походження; Побог — це ім'я герба його родини, яке традиційно додавалось до прізвища в Речі Посполитій. Під час І Світової війни він дістався Польщі та приєднався до польської армії невдовзі після її формування в 1918 році, після відновлення Польщею незалежності. Брав участь у польсько-більшовицькій війні 1920 р. Після війни залишився в армії, служив у 21-му полку польової артилерії (Краків, 1923 р.), штабі окружного командування 5-го корпусу в Кракові (1924 р.) та в ст. 12-й полк польової артилерії (1928, Злочув). Під час військової служби закінчив також Ягеллонський університет (факультет полоністики та політології).
1929 року приєднався до Варшавського військово-історичного бюро. Серед найвідоміших праць, співавтором і редактором яких він був, є 10-томне видання вибраних творів Юзефа Пілсудського.
В. Побог-Маліновський звільнився з армії 1931 року (офіційно звільнений з почестями 1 жовтня 1932 року) і почав працювати в Міністерстві закордонних справ. Після початку Другої світової війни він оселився у Лондоні. 1944 року він знову став польським дипломатом і був направлений до Парижу. Під час перебування там він короткочасно очолював польськомовний відділ Radiodiffusion française.
Після війни залишився в еміграції. Продовжував роботу над книгами з новітньої історії Польщі, від поділів Польщі до повоєнного періоду. Його найвідомішою працею є «Сучасна політична історія Польщі», видана 1956 року в Лондоні. Незважаючи на те, що книга була внесена до чорного списку цензури в контрольованій радянською владою Польщі, книга була таємно опублікована та перевидана в Польщі кілька разів.
Окрім надзвичайно популярної «Політичної історії Польщі», він також є автором монографії про польських національних демократів у період між 1887 і 1918 роками, монографії про Безданський рейд, а також розпочав монументальну 6-томну біографію Юзефа Пілсудського (видано тільки два томи).
Помер 21 листопада 1962 року в Женеві. Після 1989 року на його честь Польська академія наук та Інститут національної пам'яті заснували щорічну премію за «найкращий історичний дебют».